# Djonga
Antônio Dionísio Filho, conhecido por Djonga (Ribeirão Preto, 14 de abril de 1956 — Curitiba, 16 de fevereiro de 2015), foi um futebolista, radialista e comentarista esportivo brasileiro.

## Carreiras

### Futebolista
Natural de Ribeirão Preto, iniciou a carreira como lateral-esquerdo no Botafogo Futebol Clube em 1970 e em 1972 foi transferido para o Guarani Futebol Clube. Em 1975, sai de Campinas e passou, rapidamente, pelo Itumbiara Esporte Clube e o Vila Nova Futebol Clube e em 1976, foi contratado pelo Clube Atlético Mineiro, fazendo parte do time campeão estadual deste mesmo ano, de forma invicta, jogando ao lado de Marcelo Oliveira, Toninho Cerezo e Paulo Isidoro.
No final da década de 1970, jogou no Sport Club Internacional (ao lado de Paulo Roberto Falcão), no Clube Atlético Paranaense e no Coritiba Foot Ball Club, conquistando o Campeonato Paranaense de 1979 pelo "coxa".
Na década de 1980, vestiu a camisa do Esporte Clube Pinheiros, onde foi campeão paranaense de 1984 e 1987 e retornou ao Coritiba para conquistar o campeonato estadual de 1989.
Ainda jogou no Operário Futebol Clube e aposentou-se no Cascavel Esporte Clube.

### Técnico, apresentador e comentarista esportivo
Apos a aposentaria dos gramados, iniciou uma breve carreira como técnico nas categorias de base do Paraná Clube, trocando rapidamente esta função pelo de comentarista esportivo. Em 1992, começou a trabalhar nas transmissões esportivas numa rádio curitibana.
Alternando-se como apresentador e comentarista, passou por várias rádios, além de programas televisivos na Band (com participação no especial ‘Band na Copa’, em rede nacional, ao lado do apresentador Milton Neves), Rede Massa, RPC e TV Educativa e em alguns programas de TV a cabo. Também foi colunista no jornal Gazeta do Povo.

## Morte
Conhecido, nas rádios e TV´s, como "Sangue Bom" (este era o nome do programa que apresentava na Rádio Banda B), no final de 2014 e em 2015, Dionísio Filho hospitalizou-se algumas vezes por problemas nas vias biliares e em fevereiro de 2015, faleceu após uma crise de síndrome colestática, ocasionado pelos danos na vesícula biliar.

## Títulos
Clube Atlético Mineiro
- Campeonato Mineiro: 1976

Coritiba
- Campeonato Paranaense: 1979, 1989

Pinheiros-PR
- Campeonato Paranaense: 1984, 1987